# فهرس قائمة اللغات
هذه قائمة حول اللغات.

## ا
- لغة اسكتلندية

## آ
- لغة آرامية
- لغة آيسلندية
- لغة آينوية
- لغة آري
- لغة آهوم
- لغة آينو

## أ
- لغة أبازية
- لغة أتشومية
- لغة أبخازية
- لغة أديغية (لغة شركسية)
- لغة أذرية
- لغة أشورية
- لغة ألبانية
- لغة ألطية
- لغة أرمنية
- لغة أذربيجانية
- لغة إنغوشية
- لغة أيرلندية
- لغة أمهرية
- لغة الهوسا
- لغة ألمانية
- لغة أوسيتية
- لغة أوكرانية
- لغة أردية
- لغة أويغورية
- لغة الأفستية
- لغة أمازيغية (ⵜⵓⵜⵍⴰⵢⵜ ⵜⴰⵎⴰⵣⵉⵖⵜ)
- لغة أيمرية
- لغة أيرلندية
- لغة أوارية
- لغة أوزبكية
- لغة إنكتيتوتية
- لغة أرغوبية

## إ
- لغة إنجليزية
- لغة إسبرانتو
- لغة إيطالية
- لغة إيطاليكية
- لغة إسبانية
- لغة إندونيسية
- لغة إيرانونية
- لغة إيلوكانو
- لغة إيدو
- اللغة الإستونية
- اللغة الإبلاوية
- اللغة الإترورية
- اللغة الإدومية
- اللغة الإسكتلندية
- اللغة الإشكاشمية
- لغة إميليانو
- اللغة الإنغوشية
- اللغة الإيفينكية
- اللغة الإيبيرية
- اللغة الإيليرية
- لغة إياك
- لغة إيتلمينية
- لغة إيكوبي
- لغة إيلي التركية

## ب
- لغة بالية
- لغة بلوشية
- لغة بشكيرية
- لغة باسكية
- لغة الباتس
- لغة بيلاروسية
- لغة بنغالية
- لغة بوسنية
- لغة بلغارية
- لغة بيجين
- لغة بولندية
- لغة البراهوئية
- لغة برتغالية
- لغة بنجابية
- لغة بشتونية
- لغة بلقارية
- لغة بورمية
- لغة بولارية
- لغة بروسية قديمة
- لغة بريكية
- لغة باتنية شاوية
- اللغة البالاوية
- بابيامنتو
- اللغة البانارا
- اللغة البجرية
- اللغة البجناكية
- اللغة البريتانية
- اللغة البرجية
- اللغة البسلامية
- لغة بشكنشية
- اللغة البطحرية
- اللغة البلنسية
- اللغة البلبالية
- اللغة البلتية
- اللغة البلنتية
- اللغة البلقانية الغاغاوزية
- اللغة البندقية
- اللغة البنجرية
- اللغة البهلوية
- اللغة البوجبورية
- اللغة البودووية
- اللغة البوقسية
- اللغة البوكومية
- اللغة البوكمول
- لغة بولابية
- لغة بمبارة
- لغة باجة
- لغة باري
- لغة باجيكية
- لغة باقرمي
- لغة باشكاردي
- لغة بانارا
- لغة باه بياو بونان
- لغة بريبري
- لغة برجيد
- لغة بلارية
- لغة بلينز كري
- لغة بوزوية
- لغة بوسو
- لغة بولارية
- لغة بوميرانية
- لغة بيشنوبريا مانيبورية
- لغة بين سلافية
- لغة بيرتي
- لغة بيكسي
- لغة بينان
- لغة البونجو
- لغة البوريات

## ت
- لغة تايلاشية
- لغة تاميلية
- لغة تاتية
- لغة تتارية
- لغة تايلندية
- لغة تيبيتية
- لغة تجرية
- لغة تغرينية
- لغة تركية
- لغة تركمانية
- لغة تشيكية
- لغة تركية عثمانية
- لغة التاجالوج (التغالوغ)
- لغة تيتورمية
- لغة توما
- لغة التلغو
- لغة تشيلوبا

## ث
- اللغة الثمودية

## ج
- لغة غرينلاندية
- لغة جيريسي
- لغة جورجية
- لغة جينغ تانغ
- لغة جاوية
- لغة جروزينية أو كفرولية
- اللغة الجاوية
- اللغة الجاتجامية
- اللغة الجاليكية-البرتغالية
- اللغة الجرمانية البدائية
- اللغة الجعزية
- اللغة الجليقية
- اللغة الجوتية
- اللغة الجيلاكية
- لغة جانزا
- اللغة الجغتائية
- لغة جهنكية
- لغة جوتشيو
- لغة جيجو

## ح
- لغة حتية
- لغة حميرية
- اللغة الحرسوسية
- اللغة الحضرمية
- لغة حيثية
- لغة حورية
- لغة حوما

## خ
- لغة خميرية
- لغة الخالخا
- لغة الخاكاس
- لغة الخزر
- لغة خانتي
- لغة خاسية
- لغة خورتية
- اللغة الخوارزمية

## د
- لغة دانمركية
- لغة دارجينية
- لغة دزونكا
- لغة ديفهية
- اللغة الدرية
- اللغة الدرغينية
- اللغة الدكنية
- اللغة الدلماتية
- اللغة الدهلكية
- اللغة الدومرية
- اللغة الدوغرية
- اللغة الديلمية
- اللغة الدينكاوية
- اللغة الديولية
- لغة داكوتا
- لغة داغك
- لغة دزونكا
- لغة دوثراكية
- لغة دوجا
- لغة ديسا
- لغة دير
- لغة الدزازا
- لغة الدلنج
- لغة الدونغان

## ر
- لغة رومانية
- لغة رومنية
- لغة رومانشية
- لغة روسية
- لغة ريبوارية
- اللغة الرازحية
- اللغة الرتولية
- اللغة الروتوكاسية
- اللغة الرومانشية
- اللغة الروسينية
- اللغة الروهينغية
- لغة رومانيولية
- لغة رابا نوي
- لغة ريبوارية
- لغة روثينية

## ز
- لغة زازاكية
- لغة الزولو
- لغة زرمة
- اللغة الزدجالية
- لغة الزغاوة
- لغة زرق

## س
- لغة سنهالية
- لغة سلوفاكية
- لغة سلوفينية
- لغة سويدية
- لغة سواحلية
- لهجة سلاوية
- اللغة السادرية
- اللغة السانغوية
- اللغة الساموية
- اللغة السبئية
- اللغة السريانية
- اللغة السرائيكية
- اللغة السردينية
- اللغة السقطرية
- اللغة السكاندورومية
- اللغة السنسكريتية
- اللغة السنتالية
- اللغة السنهالية
- اللغة السندية
- اللغة السنغسري
- اللغة السوتية
- اللغة السورجابورية
- اللغة السولوية
- اللغة السومرية
- اللغة السوندية
- اللغة السوننكية
- اللغة السونسورولية
- اللغة السيبوانية
- اللغة السيليزية
- اللغة السيوية
- لغة السيداما
- لغة سامي الإنارية
- لغة سامي الجنوبية
- لغة ساهو
- لغة سرانان
- لغة سلوفينسية
- لغة سمألية
- لغة سند
- لغة سوازي
- لغة سوقطرة السواحيلية
- لغة سوسوية
- لغة سوثو الشمالية
- لغة سيلكوب
- لغة سيلهيتية
- لغة سيوكس

## ش
- لغة شيشيوية
- لغة شيشانية
- لغة الشيشيوا
- لغة شبكية
- اللغة الشامبانية
- اللغة الشايانية
- اللغة الشحرية
- اللغة الشيروكية
- لغة الشونا
- لغة الشور
- لغة شان
- لغة شينا
- لغة شنغهاي

## ص
- لغة صومالية
- لغة صينية
- اللغة الصربية
- اللغة الصقلية
- اللغة الصغدية
- اللغة الصوربية السفلى
- اللغة الصوربية العليا
- لغة الصفير
- لغة صيقولية

## ط
- لغة طاجيكية
- اللغة الطارقية
- اللغة الطالشية
- لغة ألطاي

## ع
- لغة عربية
- لغة عبرية
- لغة عفارية
- لغة عونغوتا
- اللغة العمونية
- اللغة العيلامية

## غ
- لغة غاغوزية
- لغة غالية
- اللغة الغيلية الإسكتلندية
- اللغة الغوارانية
- اللغة الغاروية
- اللغة الغرمسيرية
- لغة غوانش
- لغة غا
- لغة غازي
- لغة غدامسية
- لغة غورانية (سلافية)
- لغة غوندياندي

## ف
- لغة فارسية
- لغة فرنسية
- لغة فنلندية
- لغة الفولابوك
- لغة فولانية
- لغة فيتنامية
- لغة فيفية
- لغة فينيقية
- لغة فلبينية
- اللغة الفاروية
- اللغة الفريولية
- اللغة الفريزية الغربية
- اللغة الفريزية الشمالية
- اللغة الفريزية السيترلندية
- اللغة الفوتية
- اللغة الفوراوية
- اللغة الفيجية
- اللغة الفيندية
- اللغة الفيبسية
- لغة فالارية
- لغة فرثية
- لغة فريجية
- لغة فزان
- لغة فورو
- لغة فيدا

## ق
- لغة القازاقية
- لغة قمرية
- لغة قبطية
- لغة قبردية
- لغة قيرغيزية
- لغة قوطية
- اللغة القبجاقية
- اللغة القتبانية
- اللغة القرقلباغية
- اللغة القسطانية
- اللغة القشقائية
- اللغة القلميقية
- اللغة القلطية
- اللغة القوموقية
- لغة القراشاي بلقار

## ك
- لغة كشميرية
- لغة كازاخية
- لغة كورسية
- لغة كردية
- لغة كتلانية
- لغة كلدانية
- لغة كرواتية
- لغة كوشية
- لغة كيروندية
- لغة كريولية
- لغة كيسي
- لغة كورية
- لغة كريولية هايتية
- اللغة الكارونية
- اللغة الكاشوبية
- اللغة الكاريلية
- اللغة الكانورية
- اللغة الكجراتية
- اللغة الكجرية
- اللغة الكريولية الموريشية
- اللغة الكريولية السيشيلية
- اللغة الكمزارية
- اللغة الكنادية
- اللغة الكنزية
- اللغة الكورسيكية
- اللغة الكورمالية
- اللغة الكورنية
- اللغة الكوسية
- اللغة الكومية
- اللغة الكونكانية
- اللغة الكيتية
- اللغة الكيشية
- اللغة الكيريباتية
- اللغة الكيروندية
- اللغة الكينيارواندية
- لغة الكومان
- لغة الكوتشي
- لغة الكادارو
- لغة الكهوار
- لغة كامكاتا-فاري
- لغة كالاوايا
- لغة كافا
- لغة كارابانا
- لغة كفين
- لغة كلينغونية
- لغة كنعانية أكدية
- لغة كونغو
- لغة كيكويو
- لغة كيرينسي
- لغة كيريوي

## ل
- لغة لاتينية
- لغة ليتوانية
- لغة لاو
- لغة لاتفية
- لغة اللنغالية
- لغة لازية
- لغة لوكسمبورغية
- اللغة اللادينية
- اللغة اللداخية
- اللغة اللرية
- اللغة اللمبردية
- اللغة اللوية
- اللغة اللواتية
- اللغة اللومباردية/اللانغوباردية
- اللغة الليدية
- اللغة الليزغينية
- اللغة الليغورية
- اللغة الليفونية
- اللغة الليقية
- اللغة الليمبورغية
- لغة اللورين
- لغة لاتغالية
- لغة لادان
- لغة لاشية
- لغة لاك
- لغة لاكا
- لغة لاكوتا
- لغة لكي
- لغة لنغالية
- لغة لوله سامي
- لغة لوغول
- لغة ليونية
- لغة لينكوس

## م
- لغة ملغاشية
- لغة ملاوية
- لغة ماليالامية
- لغة مالطية
- لغة الماجرلي
- لغة مجرية
- لغة مولدافية
- لغة المندنكا
- لغة ماورية
- لغة المنوكوتوبا
- لغة منغولية
- لغة مهرية
- لغة مقدونية
- لغة مليبارية
- لغة مندائية
- مين نان
- اللغة المراثية

## ن
- لغة نيبالية
- لغة نورمانية
- لغة نروجية
- لغة نوبية
- اللغة النابولية
- اللغة الناوروية
- اللغة النديبلي الجنوبية
- اللغة النرمندية
- اللغة النوردية القديمة
- اللغة النوميدية
- اللغة النوية
- اللغة النيتسيتابية
- اللغة النييوية
- اللغة النيوارية
- لغة ناما
- لغة نأفي
- لغة ناييني
- لغة نانو
- لغة نابا
- لغة نغيتي
- لغة نفوسي
- لغة نوبين
- لغة نوغاي
- لغة نورن
- لغة نياس
- نينوشك

## ه
- لغة هندية
- لغة هولندية
- لغة هررية
- لغة الهاوسا
- اللغة الهاوائية
- اللغة الهندستانية
- اللغة الهوسية
- اللغة الهويوية
- اللغة الهيروغليفية
- لغة الهاكا
- لغة هاتشيجو
- لغة هافيكي
- لغة هاجونغية
- لغة هادزا
- لغة هوبيوت
- لغة هيريرو

## و
- لغة ولفية
- لغة ويلزية
- اللغة الواييوية
- لغة الوالي (السودان)
- لغة الوبخ
- لغة واراي واراي
- لغة والون
- لغة واشو
- لغة واريكينا
- لغة ويرني

## ي
- لغة يابانية
- لغة يونانية
- لغة يديشية
- لغة اليوروبا
- اللغة الياقوتية
- اللغة اليقوية
- لغة يوتوبية
- لغة يولو